# Cora Hansen
Cora Hansen (nascida Clausen; 25 de março de 1899 – 18 de abril de 2012) foi uma supercentenária americana-canadense de descendência norueguesa que era pessoa viva mais velha do Canadá. Ela tornou-se a pessoa viva mais velha do Canadá em 20 de outubro de 2009, após a morte de Margaret Fitzgerald.

## Biografia
Cora Hansen nasceu em 25 de março de 1899 em Minnesota, filha de Elling Clausen Skjelbreid (nascido em 1852) e Else Marie Jensdatter Grønnøy (nascida em 1856), agricultores que emigraram de Drangedal em Telemark, Noruega para os Estados Unidos. Em 1912, Hansen e sua família passaram para Jenner, Alberta, Canadá. Ela se casou com um homem chamado Richard Hansen, e ambos se aposentaram em Elkwater em 1972. Ela entrou no Valleyview Care Center em Medicine Hat, Alberta, aos 90 anos. Ela morreu lá em 18 de abril de 2012 aos 113 anos e 24 dias. Após sua morte, Merle Barwis tornou-se a pessoa viva mais velha do Canadá.

## Vida pessoal
Ela tinha uma filha Eleanor, dois netos Jim e Allyson e um bisneto Brooks. No seu 108.º aniversário em 2007, ela creditou sua longevidade a Deus e vivia uma vida simples sem beber álcool. Apesar de ter graves problemas de visão e audição, ela era ativa, alerta e lúcida de vez em quando. De acordo com um aviso da morte de Hansen publicado no site da CTV News, "ela creditou sua longevidade em bons genes, passeios regulares e um estilo de vida que evitou cigarros e álcool". Ela também tinha duas sobrinhas vivas, Else Sharp, que tinha 99 anos na época (agora falecida), Emma Clausen que tinha 94 anos e um sobrinho, Alfred Clausen, que tinha 97 anos na época.